# Kazimierz Puchewicz

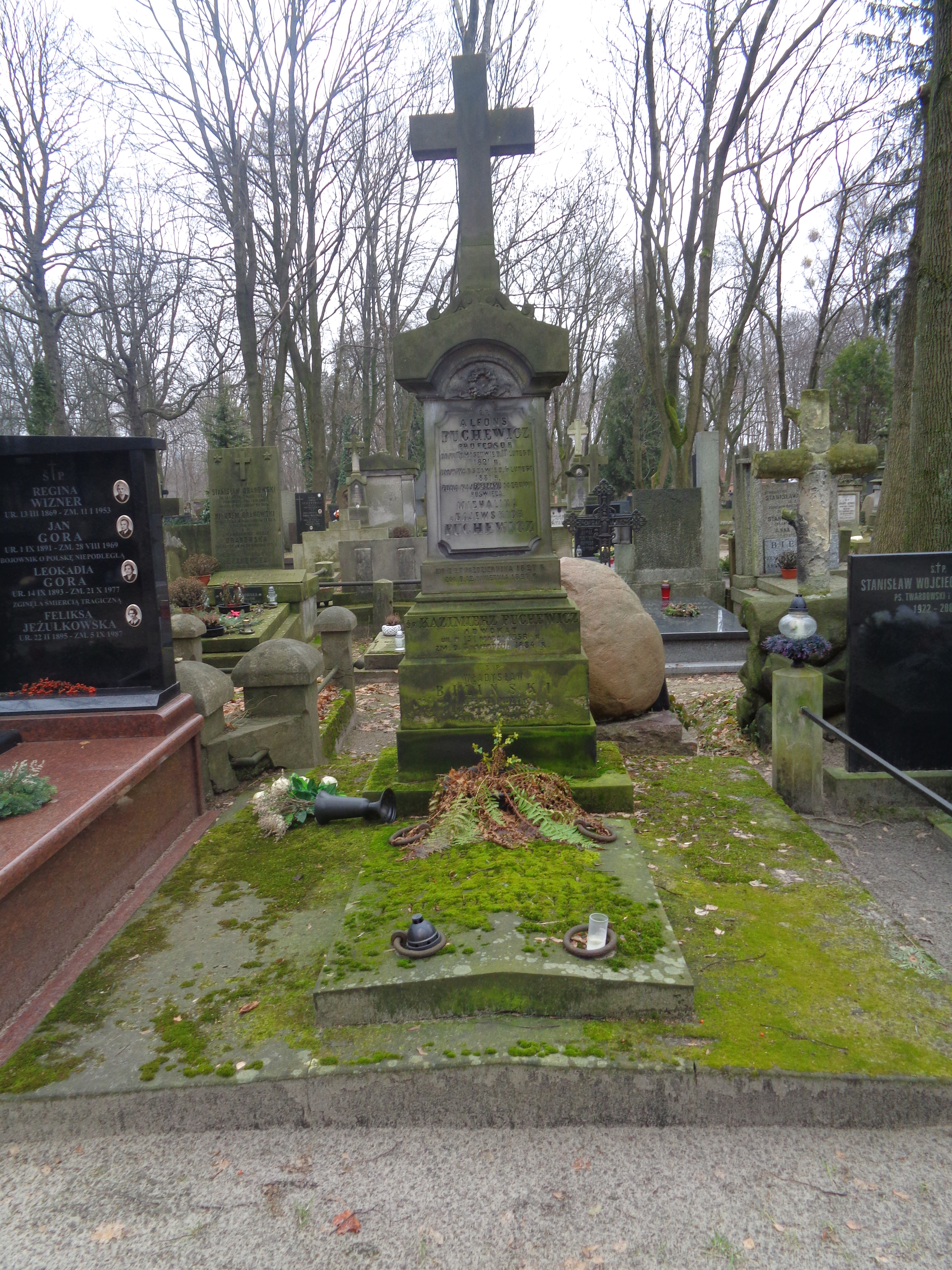
Grób Kazimierza Puchewicza na cmentarzu Powązkowskim

Kazimierz Puchewicz (ur. 4 kwietnia 1858 w Warszawie, zm. 7 sierpnia 1884 tamże) – działacz socjalistyczny, prawnik. Jeden ze współtwórców Międzynarodowej Socjalno-Rewolucyjnej Partii Proletariat.

## Życiorys
Ukończył studia prawnicze, podczas studiów w 1877 lub 1878 zetknął się z działającymi na uczelni kółkami socjalistycznymi. Za uczestnictwo w nich, został aresztowany 26 maja 1879 i osadzony w Cytadeli Warszawskiej. Pierwotnie, według wniosku prokuratora, miał być zesłany na stały pobyt do Zachodniej Syberii, na mocy wyroku jednak skazany został na jeden rok twierdzy. Wyrok zapadł w drodze administracyjnej, car zatwierdził go 2 kwietnia 1880. Karę twierdzy odbył w Dęblinie.
Po odbyciu kary w kwietniu 1881, opuścił więzienie chory na gruźlicę. Za zgodą gubernatora, po podaniu złożonym przez matkę, podjął przerwane na IV roku studia prawnicze, które ukończył z tytułem aplikanta sądowego.
Po opuszczeniu więzienia poznał Ludwika Waryńskiego, którego zapoznał z socjalizującymi środowiskami studenckimi. Uczestniczył w pierwszym tłumaczeniu „Kapitału” Karola Marksa. W lipcu i sierpniu 1882 wraz ze Stanisławem Kunickim i Ludwikiem Waryńskim współtworzyli program zakładanej partii Proletaryat. Mimo zaangażowania w prace programowe nie wszedł w skład utworzonego w styczniu 1883 Komitetu Centralnego.
Przesłanki historyczne wskazują, że obaj z Waryńskim posiadali silne cechy przywódcze i Puchewicz ustąpił, ponieważ był przeciwny powielaniu terrorystycznych metod stosowanych przez Narodną Wolę (której odpowiednikiem na ziemiach polskich miał być Proletariat) oraz formy działalności (niechęć do centralizacji).
W połowie 1883 założył socjaldemokratyczną Partię Robotniczą Solidarność, której program był w porównaniu do Proletariatu bardziej umiarkowany. Kazimierz Puchewicz był zwolennikiem walki ekonomicznej, pracy organizacyjnej i propagandy w środowisku robotniczym. we wrześniu 1883 przeprowadzono u niego rewizję aresztując go na dwa tygodnie. Ostatecznie w lutym 1884 został aresztowany i osadzony w Cytadeli Warszawskiej, po czym ze względów zdrowotnych (zaawansowana gruźlica) zwolniono za kaucją go w maju 1884. Zmarł trzy miesiące później. Pochowany na cmentarzu Powązkowskim (kwatera 192-6-27/28).